# Weichselgarten
Weichselgarten ist ein Stadtteil der kreisfreien Stadt Nürnberg und als Distrikt 290 Teil des Statistischen  Bezirks 29 (Gleißhammer).

## Lage
Der Stadtteil liegt östlich des Zeltnerschlosses und -weihers im Gleisdreieck zwischen der Ringbahn (im Osten), der S-Bahnlinie  nach Lauf links der Pegnitz (im Nordwesten) und der Bahnstrecke nach Regensburg (mit dem Haltepunkt der S-Bahn Nürnberg-Gleißhammer) im Südwesten, wobei die südlichste Spitze mit den Sportanlagen der DJK Falke Nürnberg und des TV Glaishammer (noch mit historischer Stadtteilschreibung aus der Gründungszeit) durch die Zerzabelshofstr. abgetrennt ist. Er umfasst folgende Straßen: Arnoldstraße, Bertastraße, Dagmarstr., Gleißhammerstr., Goldbachstraße, Juttastraße, Philipp Kittler-Straße und Ursulastraße.
Der Goldbach durchfließt von Zerzabelshof her kommend den Stadtteil Weichselgarten und mündet in den Zeltnerweiher. Nach dem Abfluss aus dem Weiher fließt er durch den Stadtteil Tullnau und mündet auf Höhe des Wöhrder Talübergangs in den südlichen Arm der Pegnitz.
Nachbarstadtteile sind Tullnau im Norden, Mögeldorf im Nordosten, Zerzabelshof im Osten, Gleißhammer im Süden und Ludwigsfeld und St. Peter im Westen. 

## Geschichte
Weichselgarten geht auf eine Einöde mit Weiherhaus zurück.
Im Rahmen des Gemeindeedikts wurde Weichselgarten dem 1808 gebildeten Steuerdistrikt Gleißhammer zugeordnet. Es gehörte auch der im selben Jahr gegründeten Ruralgemeinde Gleißhammer an. 1824 hatte die Einöde 26 Einwohner.
1899 wurde Weichselgarten nach Nürnberg eingemeindet.

## Religion
Der Ort ist seit der Reformation überwiegend protestantisch. Die Einwohner evangelisch-lutherischer Konfession sind nach St. Peter (Nürnberg) gepfarrt, die Einwohner römisch-katholischer Konfession sind nach St. Kunigund (Nürnberg) gepfarrt.

## Einrichtungen
In der Philipp-Kittler-Straße befinden sich ein Seniorenzentrum und eine Klinik. Östlich des Zeltnerweihers und nördlich des Goldbachs liegt eine Tennisanlage.

## Weblink
- Weichselgarten im Geschichtlichen Ortsverzeichnis des Vereins für Computergenealogie